# Dobrá (kraj koszycki)
Dobrá – wieś (obec) na Słowacji położona w kraju koszyckim, w powiecie Trebišov. Pierwsze wzmianki o miejscowości pochodzą z roku 1323. 
Według danych z dnia 31 grudnia 2012, wieś zamieszkiwało 456 osób, w tym 220 kobiet i 236 mężczyzn.
W 2001 roku rozkład populacji względem narodowości i przynależności etnicznej wyglądał następująco:
- Słowacy – 9,68%
- Czesi – 0,27%
- Romowie – 4,84%
- Węgrzy – 85,22%

Ze względu na wyznawaną religię struktura mieszkańców kształtowała się w 2001 roku następująco:
- Katolicy rzymscy – 20,16%
- Grekokatolicy – 70,97%
- Ateiści – 1,08%